# 郝傑 (崇禎進士)
郝傑（？—1659年），字君萬，號棫清，京師順天府霸州籍（今河北省霸州市）陕西绥德人，明末清初政治人物。

## 生平
明天啓四年（1624年）甲子科順天鄉試七十八名舉人，崇禎十年（1637年），登丁丑科進士。授太常寺博士，次年丁父憂，十四年起補行人司行人。明亡仕清。
清順治元年（1644年），授戶科給事中。順治二年，改兵科右給事中、兵科左給事中。順治三年，再升兵科都給事中。順治五年，改通政使司右參議，丁继母边氏忧。服阙，順治九年，改光祿寺少卿。次年升大理寺少卿。順治十一年，升大理寺卿；同年改戶部右侍郎。

## 家族
曾祖郝希龍。祖父郝九思，號智庵。父郝鸿猷（1581年-1639年），字勳甫，號铭燕，萬曆己酉举人，官陕西延长知县。
子郝惟訥，順治丁亥進士，吏部尚書；孫郝士鈞，康熙戊辰進士。